# 木田 (あま市)
木田（きだ）は、愛知県あま市の地名。

## 地理

### 河川・池沼
- 蟹江川

### 交通
- 名鉄津島線木田駅
- 愛知県道126号給父西枇杷島線

### 施設
- あま市役所
- 木田上水道配水管理センター

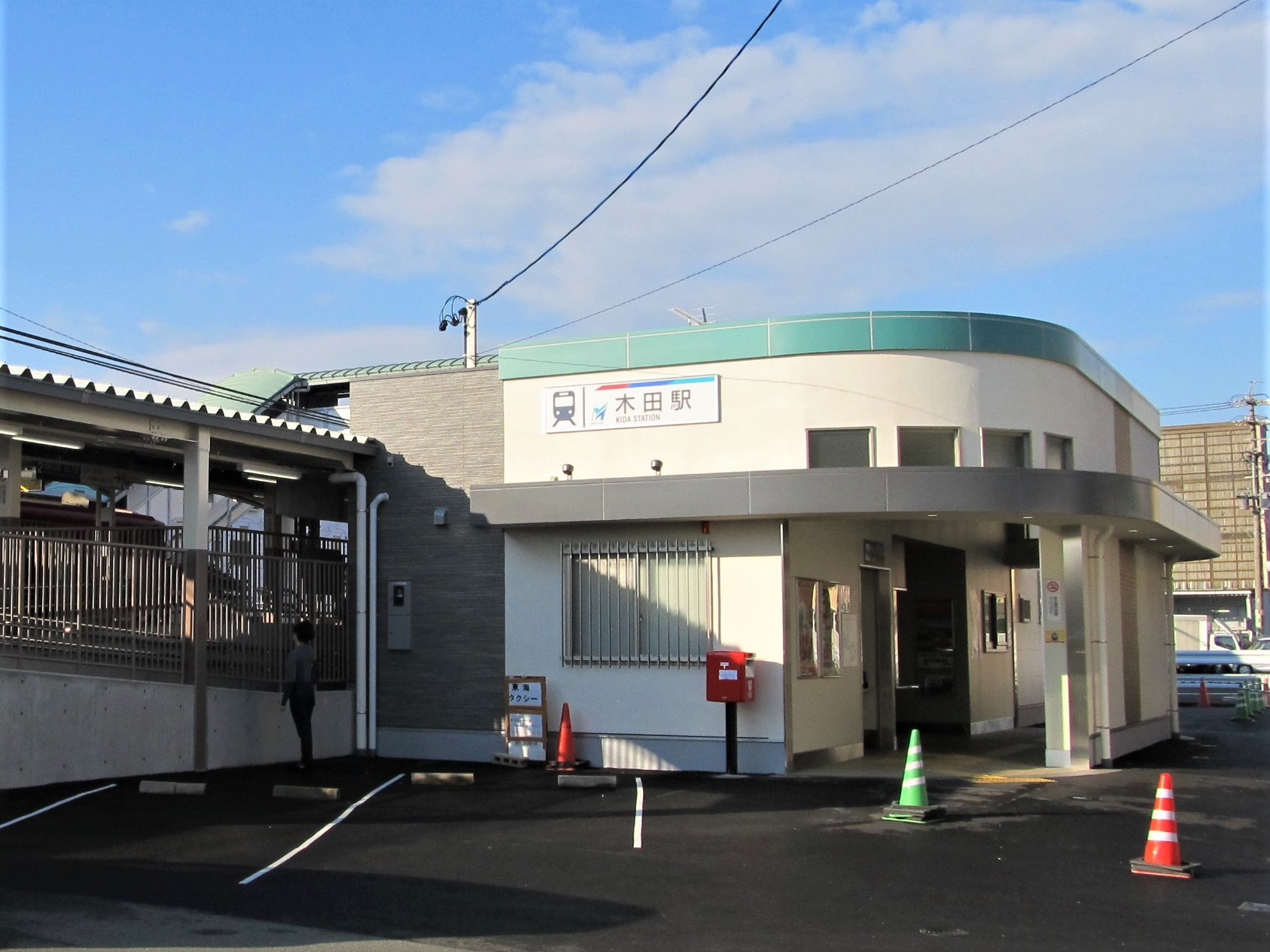
木田駅
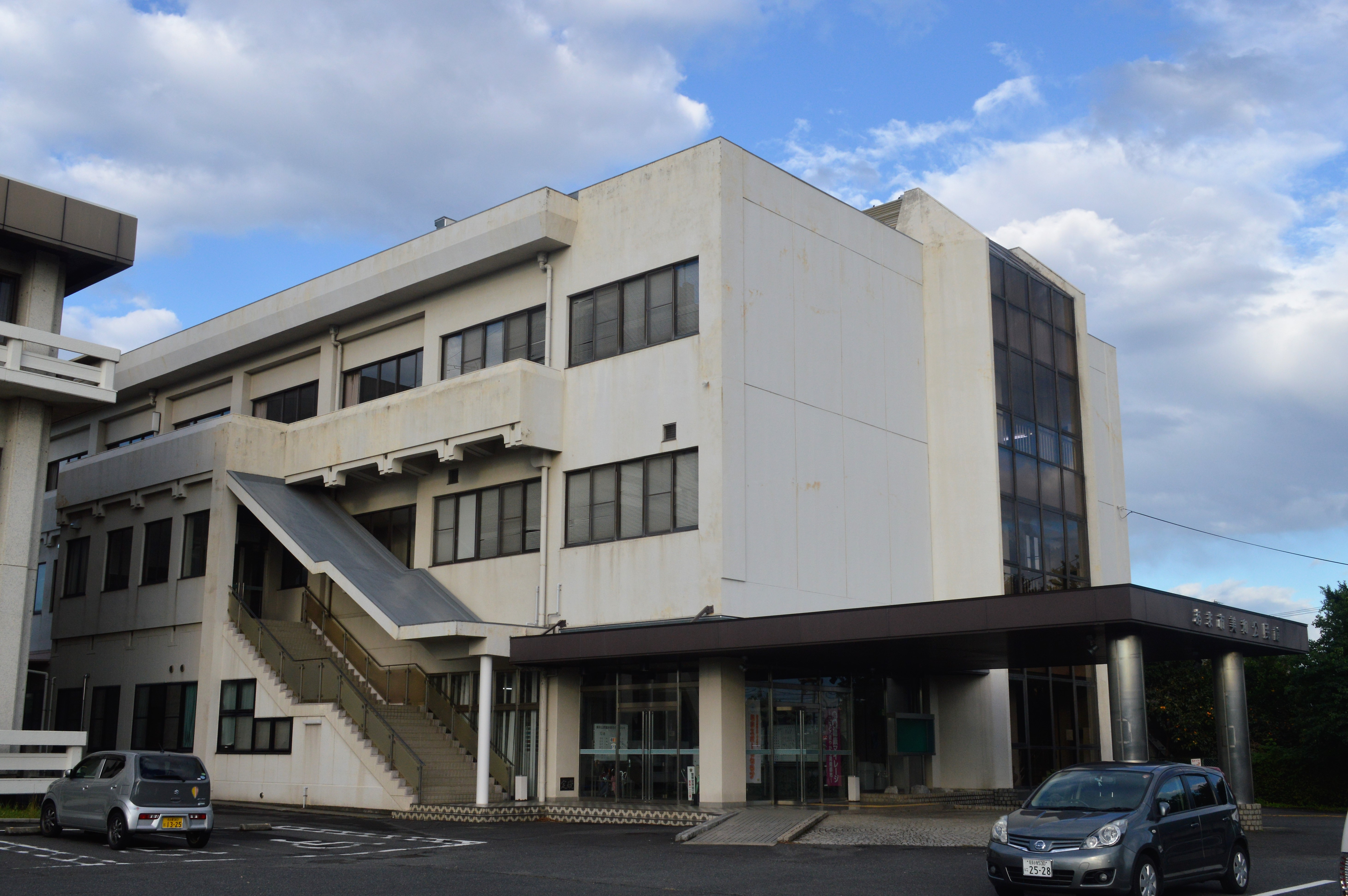
あま市美和公民館
- あま市立美和小学校
- あま市立美和中学校
- 平安会館美和斎場
- 木田郷西公園
- 八剣社
- 十六銀行美和支店
- 児童館公園広場

- 木田駅
- あま市美和公民館

## 歴史

### 人口の変遷
国勢調査による人口および世帯数の推移。
| 1995年（平成7年）  | 1589世帯 4956人 |  |
| 2000年（平成12年） | 1869世帯 5451人 |  |
| 2005年（平成17年） | 2045世帯 5577人 |  |
| 2010年（平成22年） | 2135世帯 5618人 |  |
| 2015年（平成27年） | 2219世帯 5597人 |  |
| 2020年（令和2年）  | 2236世帯 5342人 |  |

### WEB
1. 1 2  総務省統計局 (2022年2月10日). “令和2年国勢調査の調査結果(e-Stat) - 男女別人口，外国人人口及び世帯数－町丁・字等” (CSV). 2023年8月2日閲覧。
2. ↑  “愛知県あま市の町丁・字一覧”.   人口統計ラボ. 2024年4月30日閲覧。
3. ↑  “読み仮名データの促音・拗音を小書きで表記するもの(zip形式) 愛知県” (zip).   日本郵便 (2024年2月29日). 2024年3月26日閲覧。
4. ↑  “市外局番の一覧” (PDF).   総務省 (2022年3月1日). 2022年3月22日閲覧。
5. ↑  “ナンバープレートについて”.   一般社団法人愛知県自動車会議所. 2024年1月21日閲覧。
6. ↑  総務省統計局 (2014年3月28日). “平成7年国勢調査の調査結果(e-Stat) - 男女別人口及び世帯数 －町丁・字等” (CSV). 2021年7月20日閲覧。
7. ↑  総務省統計局 (2014年5月30日). “平成12年国勢調査の調査結果(e-Stat) - 男女別人口及び世帯数 －町丁・字等” (CSV). 2021年7月20日閲覧。
8. ↑  総務省統計局 (2014年6月27日). “平成17年国勢調査の調査結果(e-Stat) - 男女別人口及び世帯数 －町丁・字等” (CSV). 2021年7月21日閲覧。
9. ↑  総務省統計局 (2012年1月20日). “平成22年国勢調査の調査結果(e-Stat) - 男女別人口及び世帯数 －町丁・字等” (CSV). 2021年7月21日閲覧。
10. ↑  総務省統計局 (2017年1月27日). “平成27年国勢調査の調査結果(e-Stat) - 男女別人口及び世帯数 －町丁・字等” (CSV). 2021年7月21日閲覧。